# Saúde canina
A saúde canina é uma área bem-estudada na medicina veterinária.
Doenças infecciosas que afetam os cães são importantes não só do ponto de vista veterinário, mas também devido ao risco para a saúde pública; um exemplo disso é a raiva. Desordens genéticas também afetam os cães, muitas vezes devidas a reprodução seletiva para produzir raças de cães individuais. Devido à popularidade de alimentos caseiros e industrializados, nutrição também é um tópico muito estudado.

## Doenças cardíacas

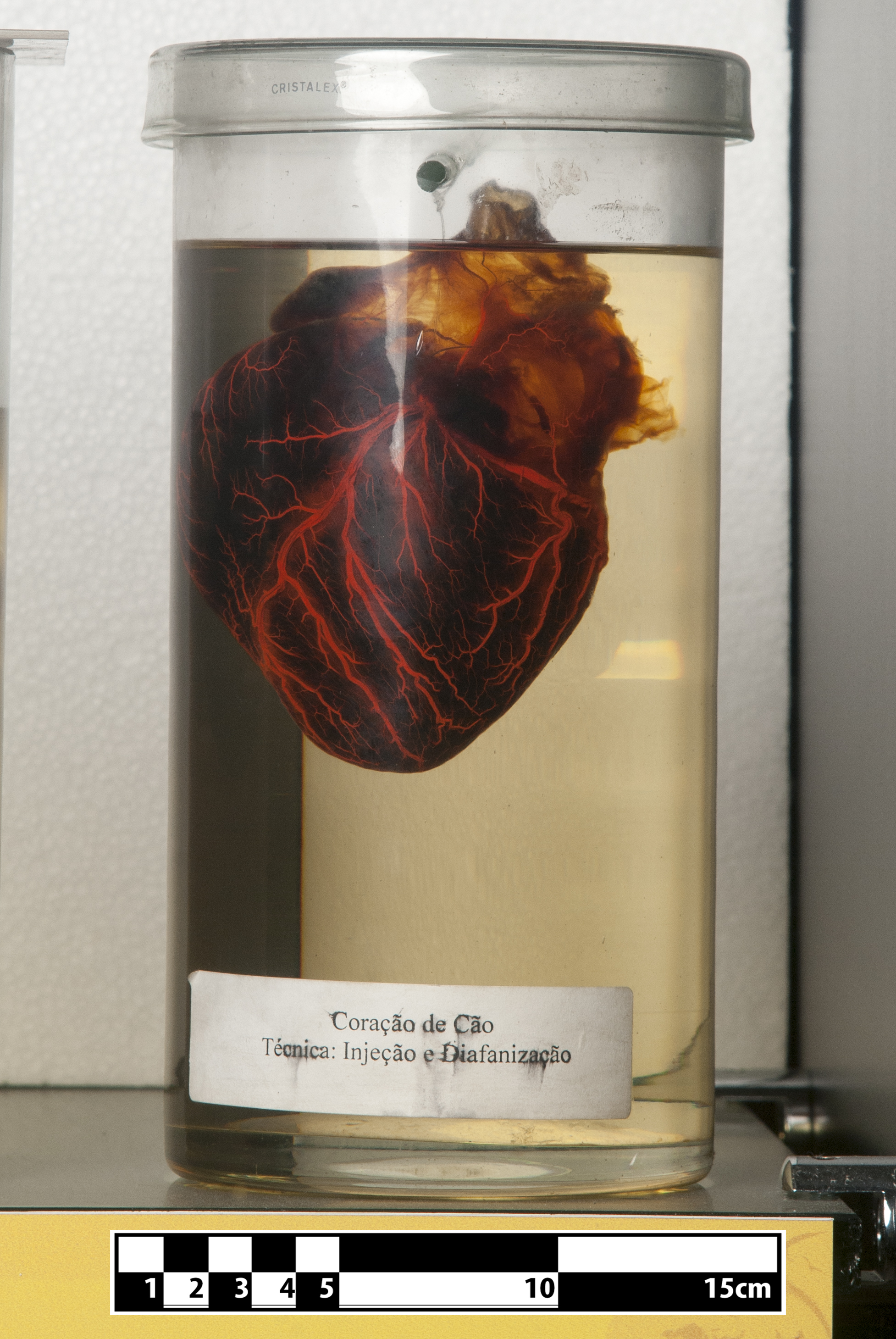
Coração de Cachorro. Em exposição no MAV/USP.

Raças de cães mais velhos e pequenos são mais propensas a insuficiência cardíaca congestiva, devido à degeneração da válvula mitral. Esta condição é conhecida por ser herdada por cavalier king charles spaniels. A doença da válvula degenerativa é a forma mais comum de doença cardíaca em cães. A insuficiência mitral leva a turbulência do fluxo sanguíneo e aumento da pressão no átrio esquerdo. Isto provoca um aumento da pressão nos vasos sanguíneos pulmonares e edema pulmonar (acúmulo de líquido nos pulmões). A diminuição da saída de sangue pelo ventrículo esquerdo faz com que o corpo compense aumentando o tônus simpático e ativando o sistema renina–angiotensina–aldosterona (SRAA). O aumento do tônus simpático leva ao aumento da resistência vascular periférica e da freqüência cardíaca e a contratilidade do músculo cardíaco. Aumento crônico do tônus simpático danifica o músculo cardíaco. A ativação do SRAA resulta em aumento de retenção de água e sódio pelos rins, vasoconstrição, e outros efeitos que resultam no aumento do volume de sangue. Isto também resulta em um aumento na pressão diastólica e leva a um edema pulmonar. O tratamento para a insuficiência cardíaca congestiva tem historicamente sido centrada em dois tipos de drogas que resolvem esses problemas: diuréticos (especialmente a furosemida), o que reduz o volume do sangue, e inibidores da ECA, que interrompe o SRAA. Recentemente, pimobendan — que aumenta a força com que o coração se contrai, e é também um vasodilatador — está sendo mais amplamente utilizado no tratamento da insuficiência cardíaca congestiva causada por doença valvular. Um grande estudo veterinário, chamado estudo QUEST (Quality of life and Extension of Survival Time, em inglês, ou Qualidade de vida e a Extensão do Tempo de Sobrevivência), publicado em setembro de 2008, descobriu que os cães com insuficiência cardíaca congestiva que recebiam pimobendan e furosemida tiveram resultados de sobrevivência significativamente melhores do que aqueles que receberam o benazepril (um inibidor da ECA) e furosemida. No entanto, inibidores da ECA e pimobendan têm mecanismos de ação diferentes, e muitos cardiologistas veterinários recomendam que eles sejam usados simultaneamente.
Miocardiopatia, ou a doença do músculo cardíaco, também é vista em cães e está associada com várias raças (com exceção do cocker spaniel, uma raça de médio porte). Cardiomiopatia dilatada é vista em great danes, irish wolfhounds, são-bernardos, dobermanns, boxers e outras raças de grande porte. Dobermanns, além da falha do músculo cardíaco são propensos a arritmia ventricular. Boxers são predispostos a uma cardiomiopatia única, com mudanças clínicas e histológicas análogas a cardiomiopatia arritmogênica ventricular direita (CAVD) humana. A doença tem sido chamada de "cardiomiopatia do Boxer"ou "CAVD do Boxer", e é caracterizada pelo desenvolvimento de taquiarritmias ventriculares. Cachorros afetados correm risco de síncope e morte cardíaca súbita. Myocardial failure and congestive heart failure are rare manifestations of this disease.

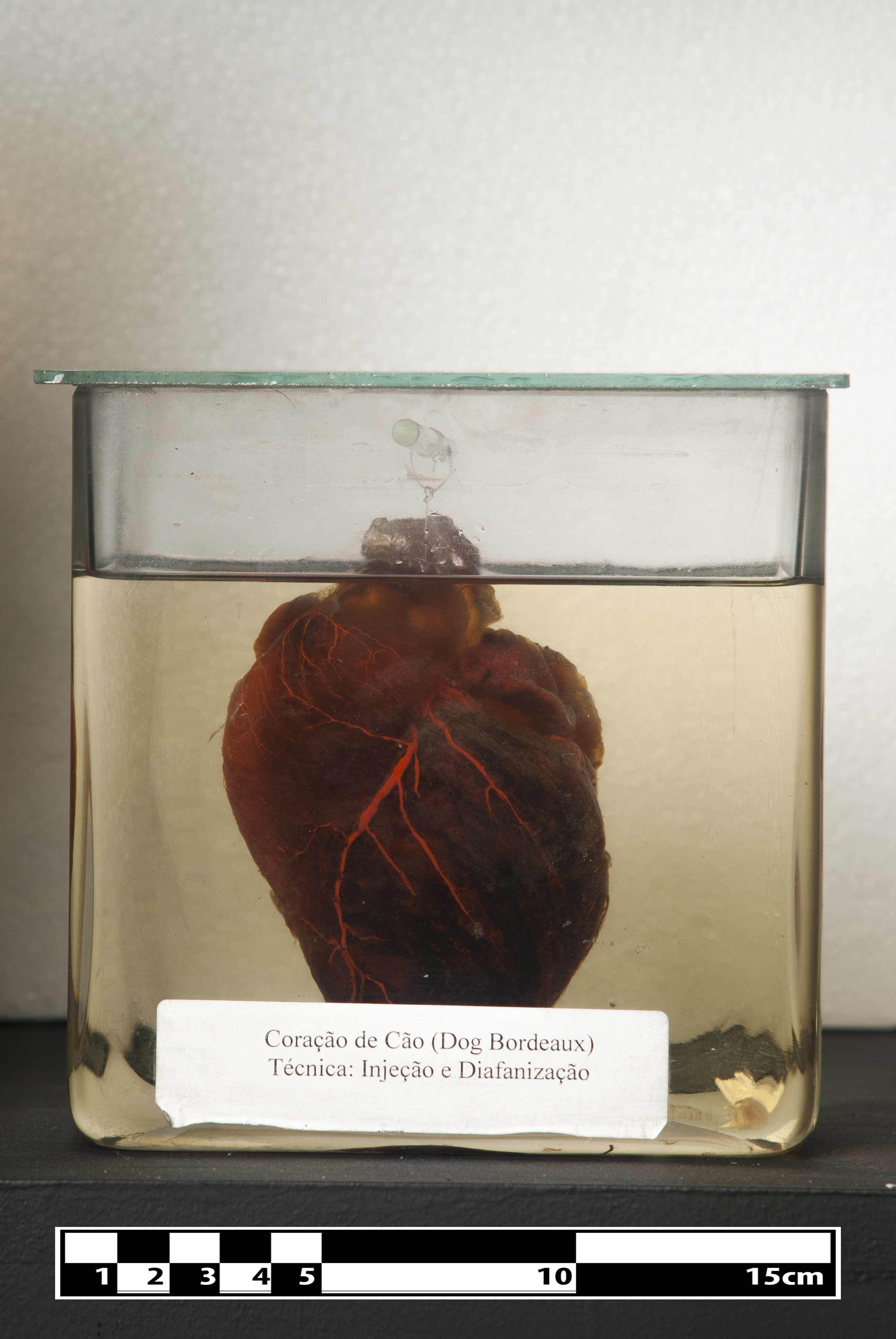
Coração de Dogue de Bordéus. Em exposição no MAV/USP.
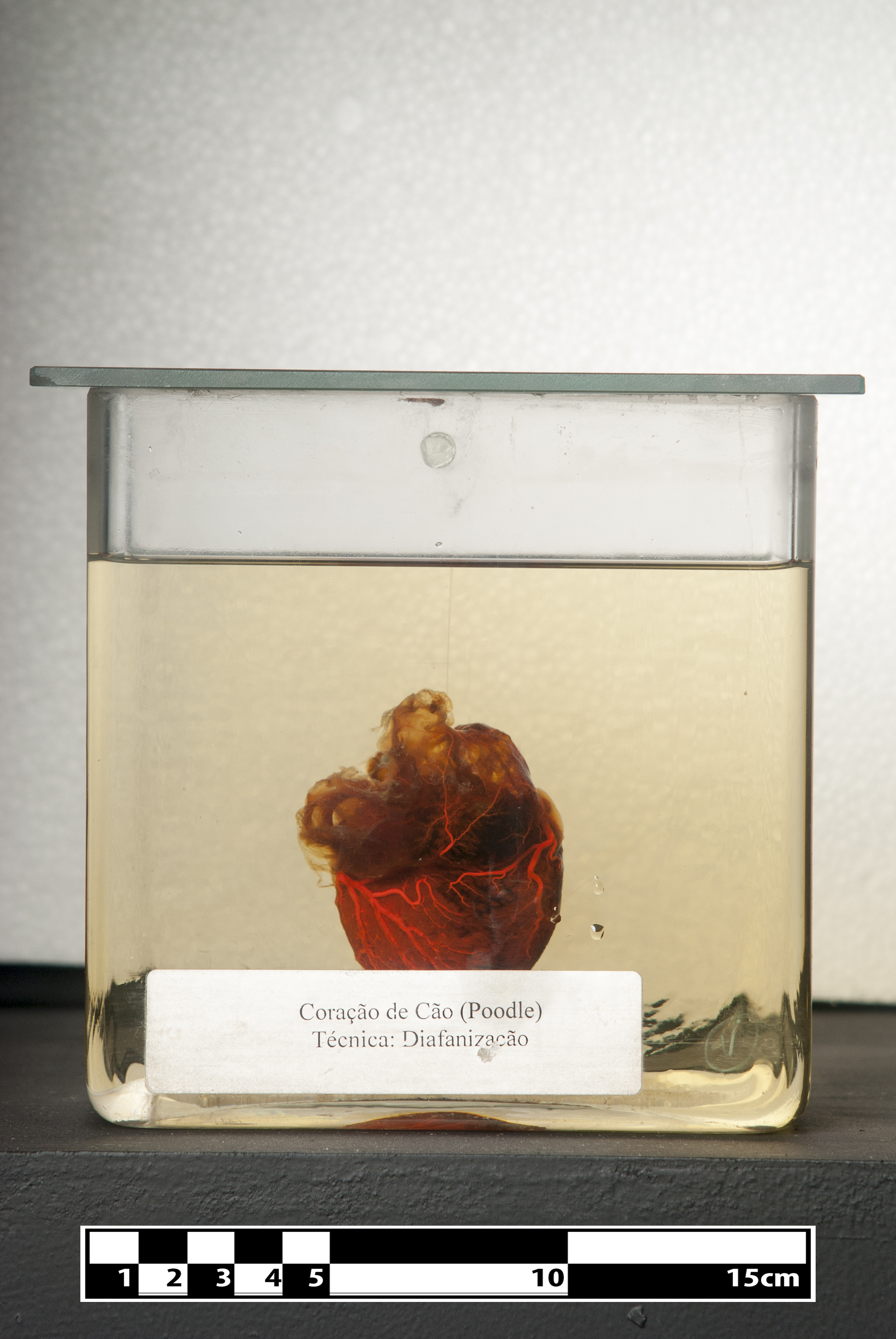
Coração de Poodle. Em exposição no MAV/USP.
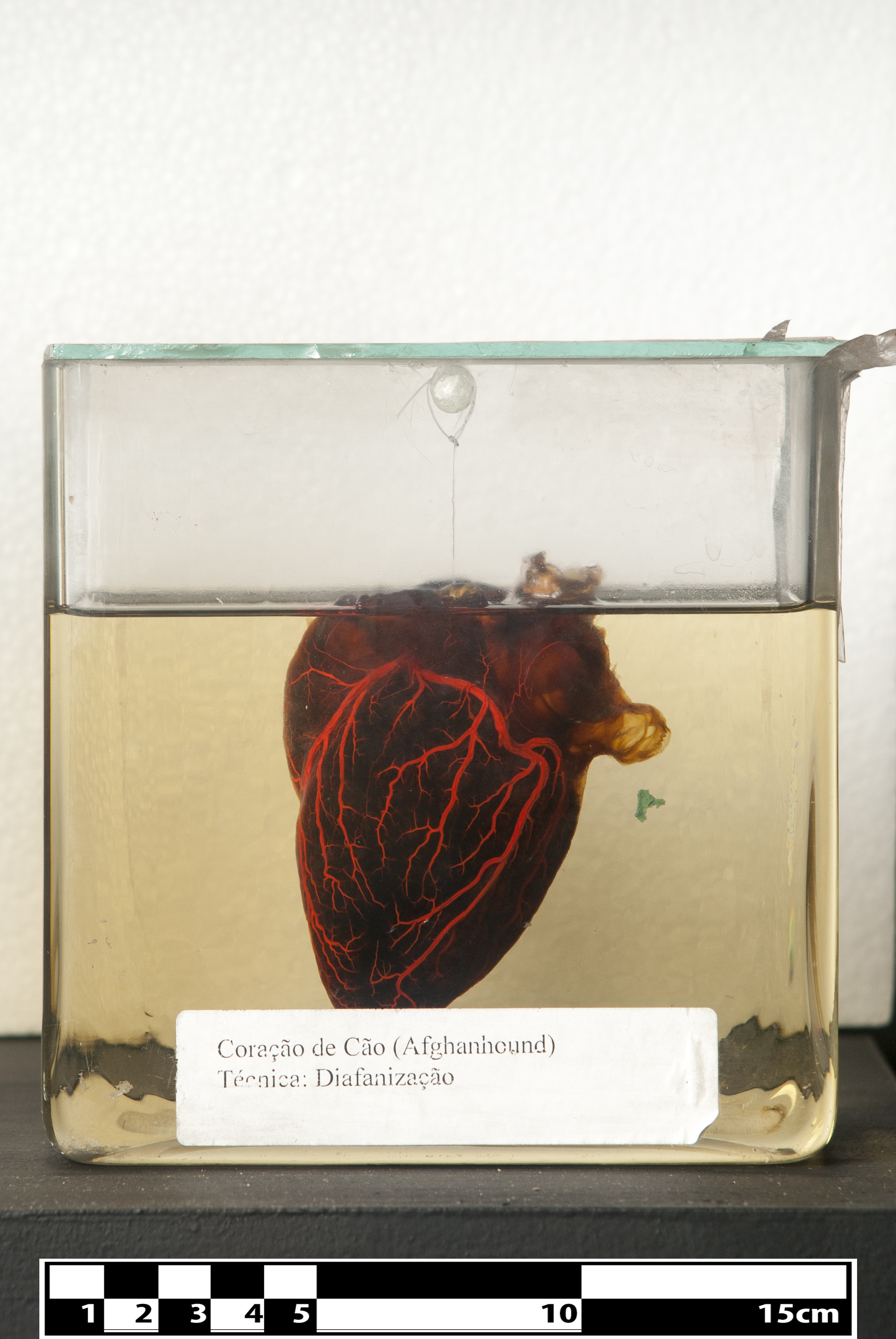
Coração de Galgo afegão. Em exposição no MAV/USP.
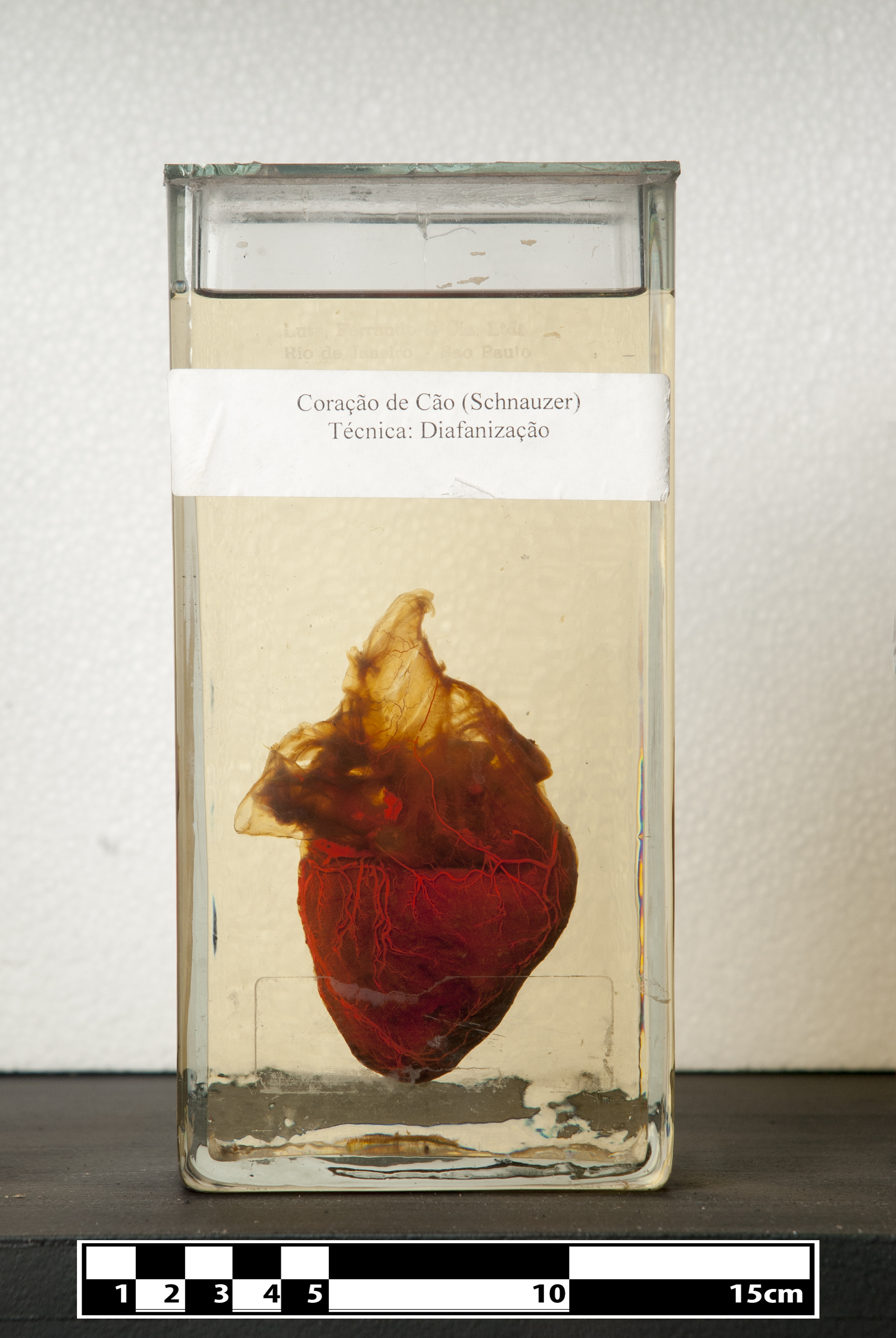
Coração de Schnauzer. Em exposição no MAV/USP.
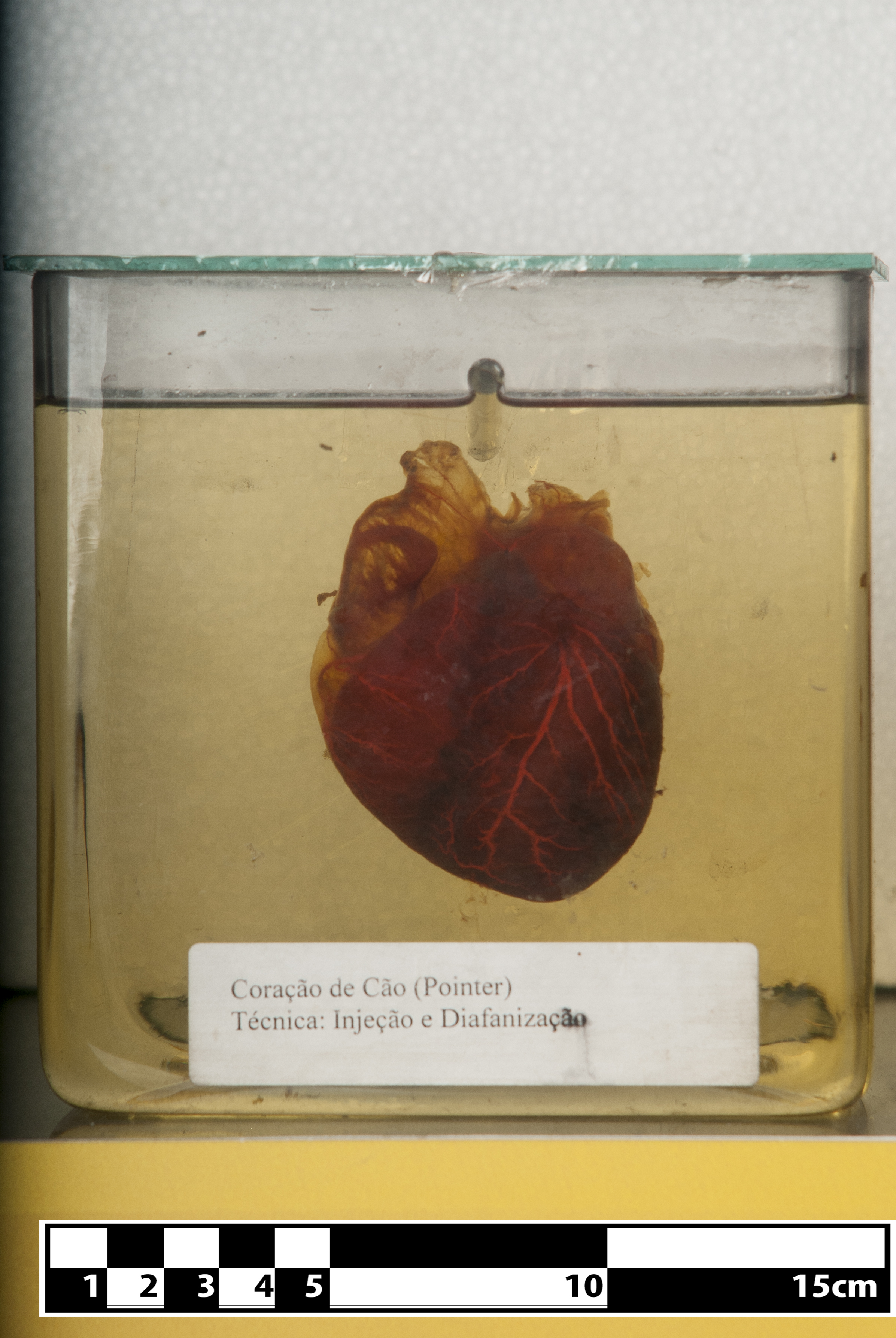
Coração de Pointer inglês. Em exposição no MAV/USP.
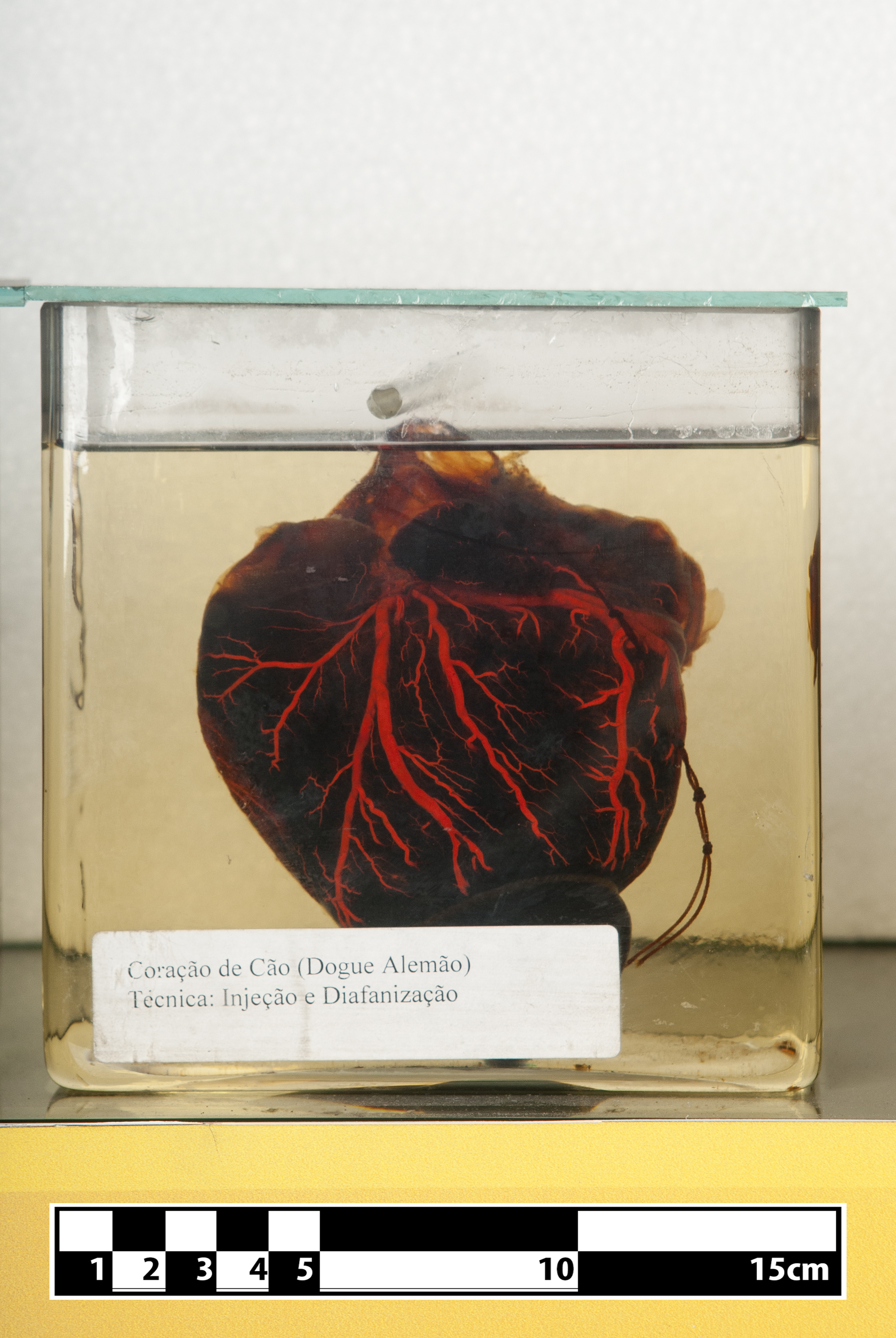
Coração de Dogue alemão. Em exposição no MAV/USP.
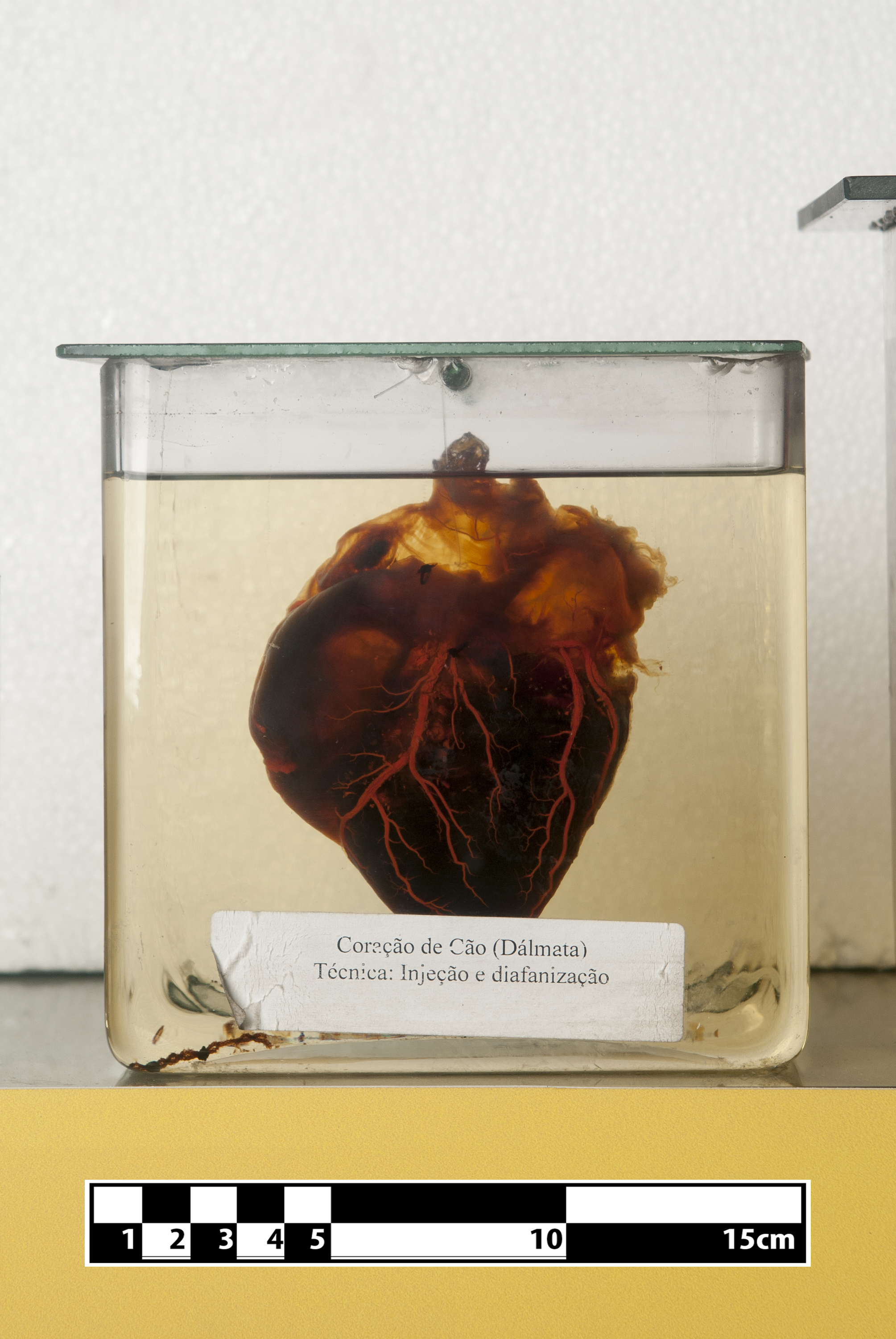
Coração de Dálmata. Em exposição no MAV/USP.
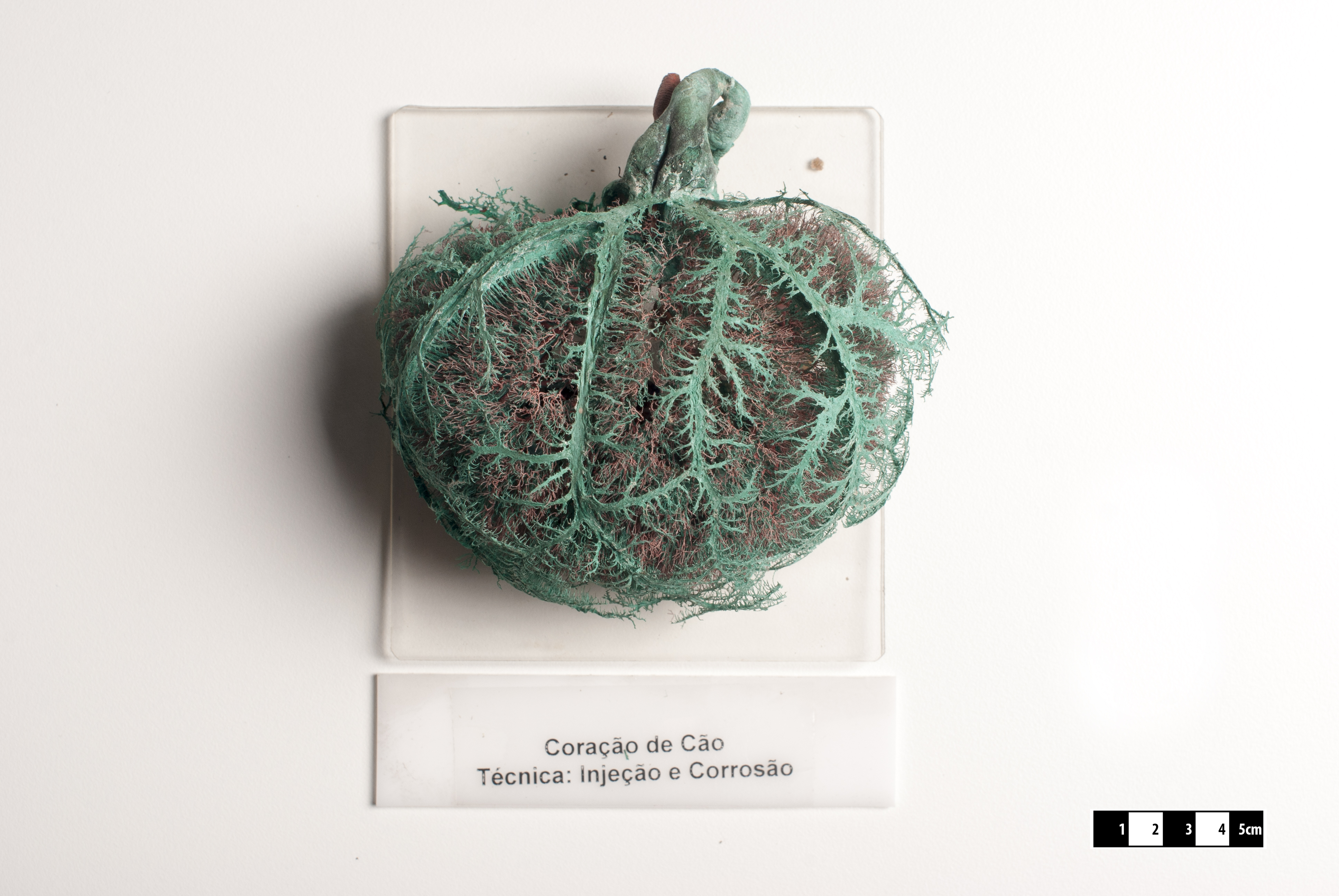
Coração de cão após a técnica de vinilite e corrosão. Em exposição no MAV/USP.

## Doenças infecciosas
Uma doença infecciosa é causada pela presença de organismos, tais como vírus, bactérias, fungos ou parasitas (animal ou protozoários ). A maioria destas doenças são transmitidas diretamente de cão para cão, enquanto outros exigem um vetor tal como um carrapato ou mosquito. Algumas doenças infecciosas são uma preocupação do ponto de vista de saúde pública, porque elas são zoonose (transmissíveis aos seres humanos).

### Parvovirose
É uma doença infecto-contagiosa causada por um vírus chamado parvovírus. Esta virose pode afetar cães de qualquer idade, porém, os filhotes são mais suscetíveis à doença. Pois na maioria dos casos os filhotes de cães ainda não foram imunizados. A parvovirose canina pode ser transmitida pelo contato com as fezes e secreções de animais contaminados. O parvovirus é resistente, podendo manter-se no ambiente durante meses e desta forma infetar um novo hospedeiro. Os sintomas iniciais incluem perda de apetite, diarreia, vômitos, desidratação, problemas respiratórios. A principal forma de prevenir esta doença é vacinação.

### Babesiose
Também conhecida de piroplasmose ou doença de carrapato. É uma doença provocada pela Babesia canis, a transmissão ocorre através do carrapato do cão (Rhipicephalus), que pica o animal doente, e em seguida pica o cão sadio. O Babesia canis invade a corrente sanguínea e causa uma grave anemia. Os sintomas incluem febre, anorexia, icterícia, fadiga, entre outros. O método de prevenção é a higienização do ambiente, medicamentos para eliminar o protozoário.

### Coronavírus
É uma doença causada por um vírus do gênero coronavírus canino. É também conhecida como gastroenterite. É uma enfermidade que difunde rapidamente. A transmissão ocorre através do contato com as fezes de animais contaminados. Os principais sintomas são: vômitos, diarreia, anorexia, dor abdominal e febre. A melhor prevenção é a vacinação.

### Tosse do Canis
Também chamada de traqueobronquite infecciosa canina. É uma doença contagiosa, provocada pelos vírus Adenovírus Tipo II, Parainfluenza vírus e a bactéria Bordetela bronchiseptica. O contágio se dá pelo contato entre cães sadios com cães doentes. Os sintomas comuns são tosse seca, espirros e ânsia de vomito. Em casos mais graves apresenta febre, falta de apetite e coriza. O controle da doença se obtém pela vacinação.

### Hepatite infecciosa
Trata-se de uma virose aguda, febril, atinge os cães de qualquer idade. É uma doença que afeta o fígado do cães e os filhotes são mais susceptíveis. É causada por um vírus adenovírus canino 1 ou CAV-1. O contágio da hepatite acontece por meio das secreções de um cão infectado. O cão apresenta os principais sintomas: apatia, tosse, vômito, edemas, causa muita sede, temperatura elevada. Em casos mais graves pode ocorrer a paralisia dos membros. A hepatite canina pode ser evitada através da vacinação.

### Giardíase
A giardíase canina é uma doença provocada por um protozoário (Giardia lamblia) que aloja no intestino dos animais. A infecção acontece quando o cão ingere água e alimentos contaminados por cistos oriundos das fezes de outro cachorro já infectado. Os principais sintomas são: Diarreia, vômito, desidratação, perda de peso, entre outros.Recomenda-se a vacinação, bons hábitos de higiene como método de prevenção. Vale ressaltar que as pessoas também estão sujeitas a adquirir essa doença.

## Doenças reumáticas
Reumatismo é o termo genérico usado para designar um grupo de doenças que afeta articulações, músculos e esqueleto, caracterizado por dores e restrições de movimento.

### Artrite
A artrite em cães é uma doença degenerativa que afeta uma ou mais das articulações do cão. Na maioria dos casos, a artrite em cães ocorre quando já existe uma doença hereditária, como osteocondrite ou displasia do quadril, podendo também estar presente em cães que já têm uma condição de lesão na articulação. Existe uma relação com doença imune mediada conjunta ou uma infecção comum com o desenvolvimento da artrite em cães.

## Parasitas externos
- As pulgas e os carrapatos de várias espécies pode ser adquiridos e levados para casa por um cão, onde eles podem multiplicar-se e infectar seres humanos. Estes dois parasitas são particularmente importantes para notar, que doenças como a doença de Lyme tornou-se endêmica ao longo de uma grande área, além de outras doenças semelhantes, como febre maculosa . Embora os cães não parecem ser tão suscetíveis a doenças como seres humanos, bactérias como rickettsia são transmitidas por cães para humanos através de mecanismos como um cão matar um animal infectado e, em seguida, entrando em contato com seus donos, para fatalmente infectar a maioria da família.
- Vários ácaros causam problemas de pele, tais como sarna.
- Mosquitos

## Parasitas internos

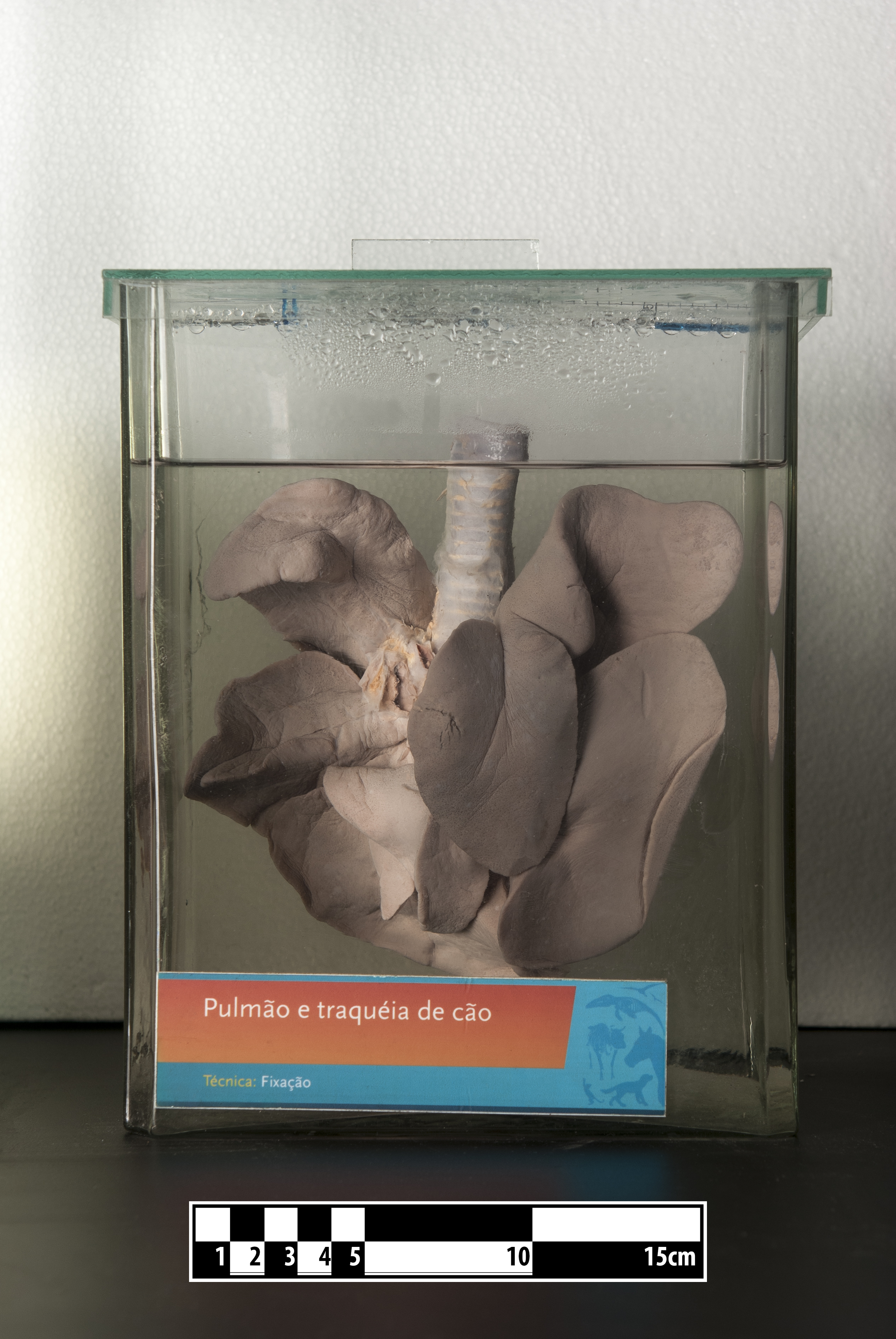
Pulmões e traqueia canina. Em exposição no MAV/USP.

- Parasitas e vermes intestinais — particularmente ancilostomídeos, tênias e lombrigas — podem ser transmitidos nas fezes de um cão. Alguns vermes têm pulgas como hospedeiros intermediários: o ovo sem-fim deve ser consumido por uma pulga para eclodir, então a pulga infectada deve ser ingerida (geralmente pelo cão, mas ocasionalmente por um ser humano através de vários meios) para o verme adulto estabelecer-se nos intestinos. Ovos do verme então passa através dos intestinos até aderir às regiões inferiores do cão, e o ciclo começa novamente. Vermes intestinais causam vários graus de desconforto.
- Dirofilariose é um cão parasitoide. É difícil de eliminar e podem ser fatais; prevenção, no entanto, é facilmente conseguida usando medicação. Como o nome sugere, um mosquito infectado injecta uma larva na pele do cão, onde ele migra para o sistema circulatório e passa a residir nas artérias pulmonares e cardíacas, crescendo e reproduzindo a um grau alarmante. Os efeitos sobre o cão são bastante previsíveis, insuficiência cardíaca ao longo de um ano ou dois, levando à morte. O tratamento de um cão infectado é difícil, envolvendo uma tentativa de envenenar o parasita com arsénio composto sem matar o cão enfraquecido, e frequentemente sem êxito. A prevenção é muito melhor, por meio de profiláticos heartworm que contêm um composto que mata as larvas imediatamente após a infecção, sem prejudicar o cão. Muitas vezes eles estão disponíveis combinados com outros preventivos parasita.
- Hidatidose é causada por um cestóide Echinococcus. Esta é geralmente observada entre cães, cães selvagens, raposas, etc. Devido à sua importância como zoonose, estes vermes são importantes para tratar. Prevenir hidatidose é uma tarefa mais fácil do que tratar o mesmo. Anti-helmínticos como praziquantel podem ajudar a prevenir esta condição. Proibição da alimentação dos cães com miudezas não cozidas pode ser a melhor medida profilática contra esses vermes.

## Galeria (anatomia)

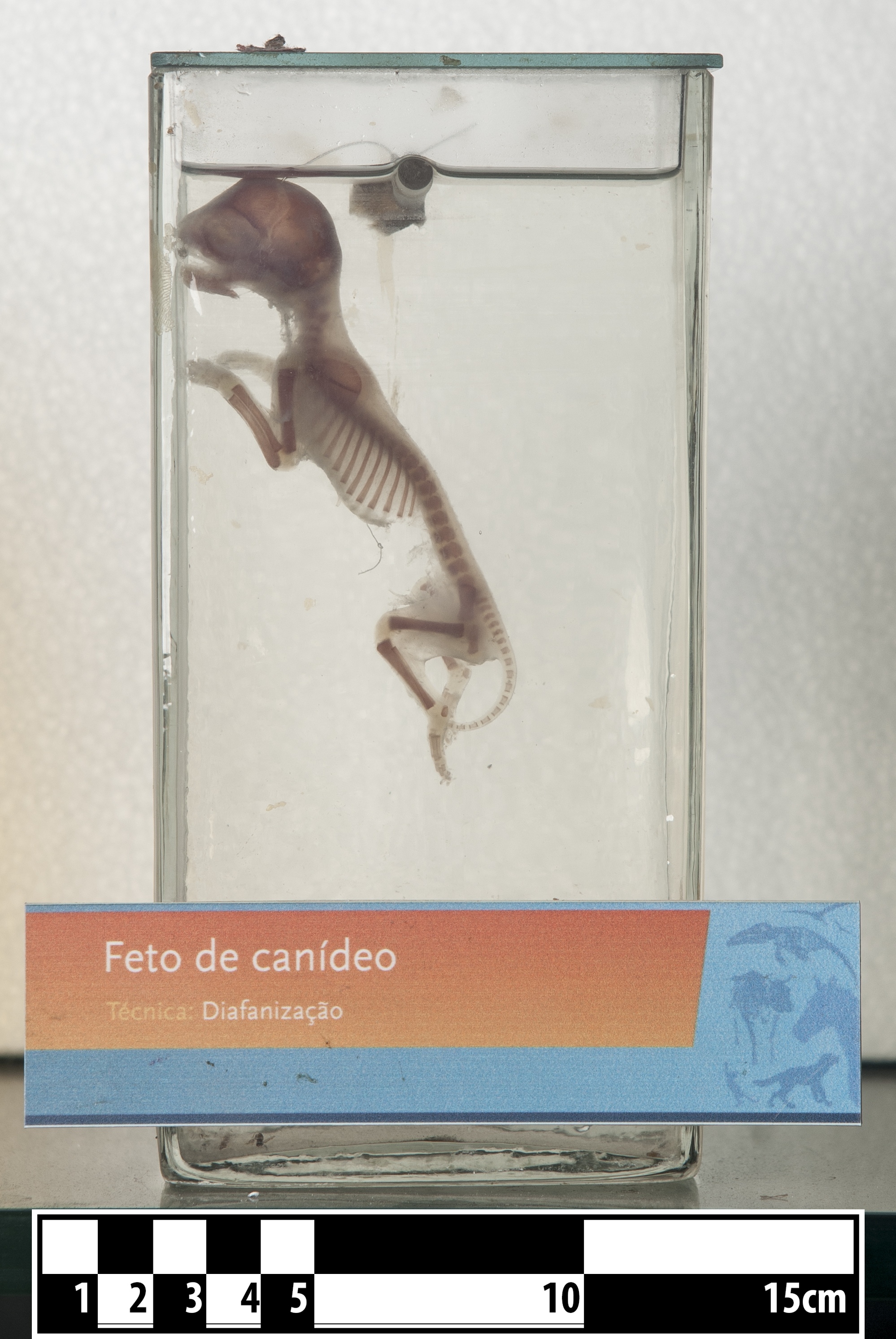
Feto canino
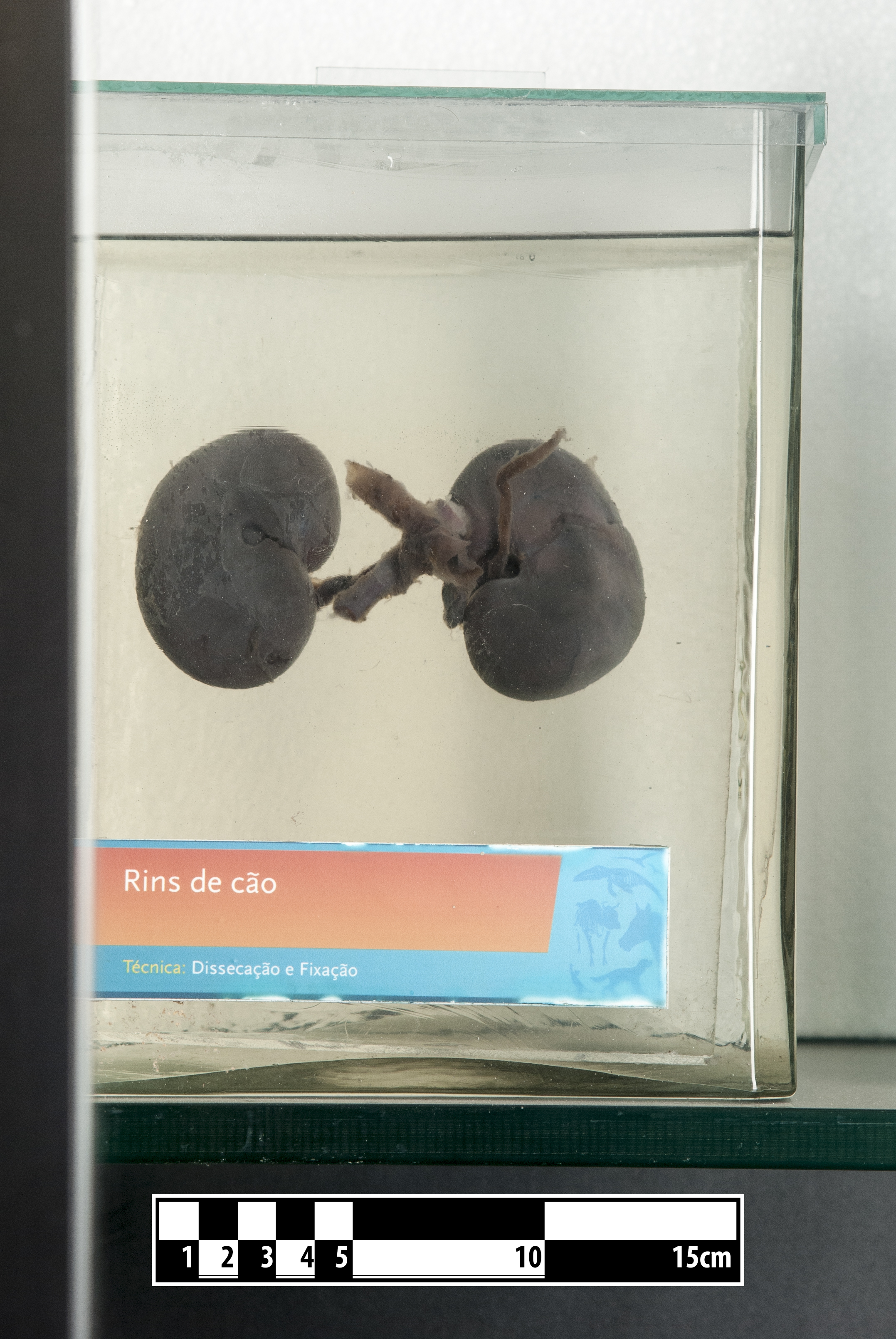
Rim de cachorro
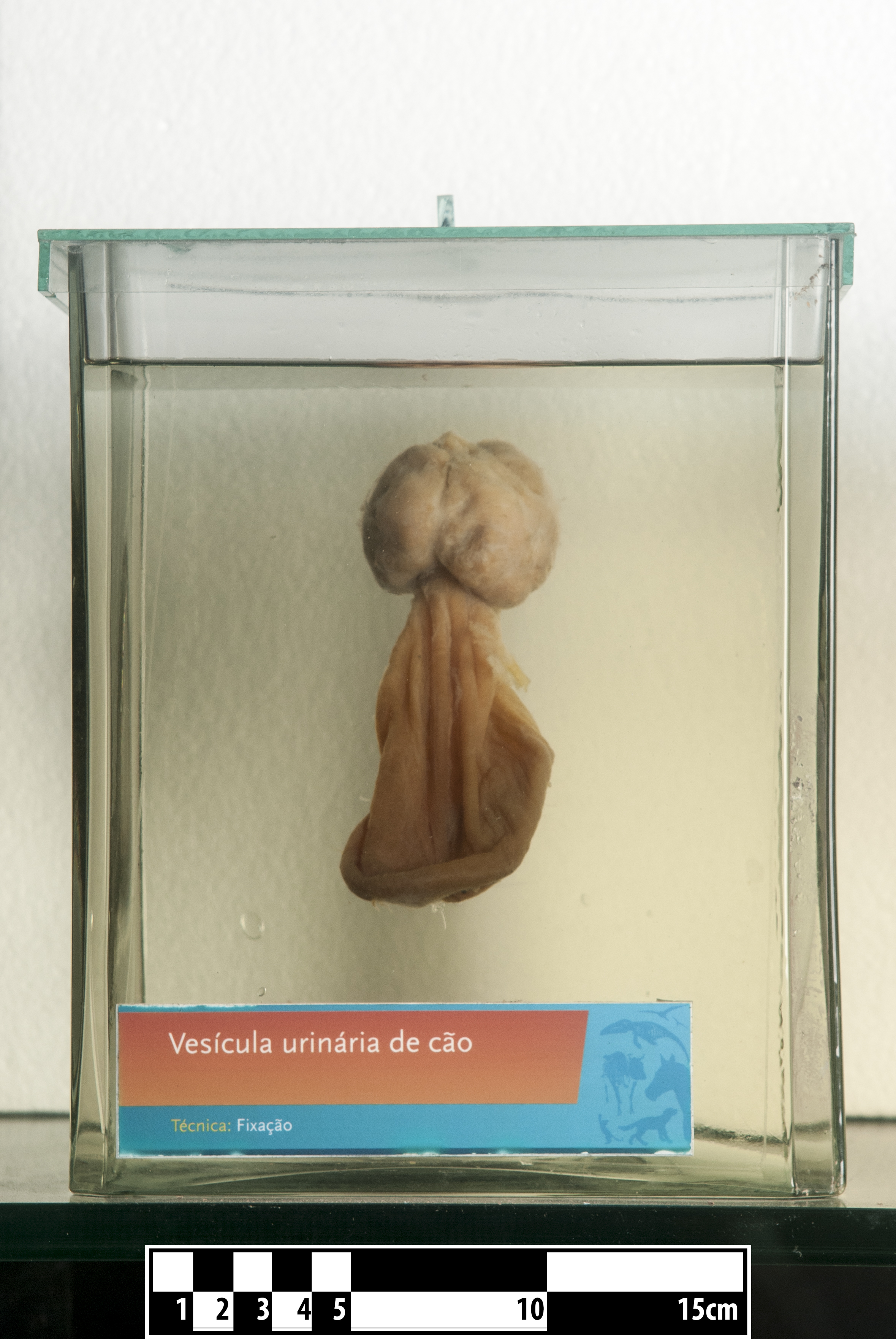
Visícula urinária canina
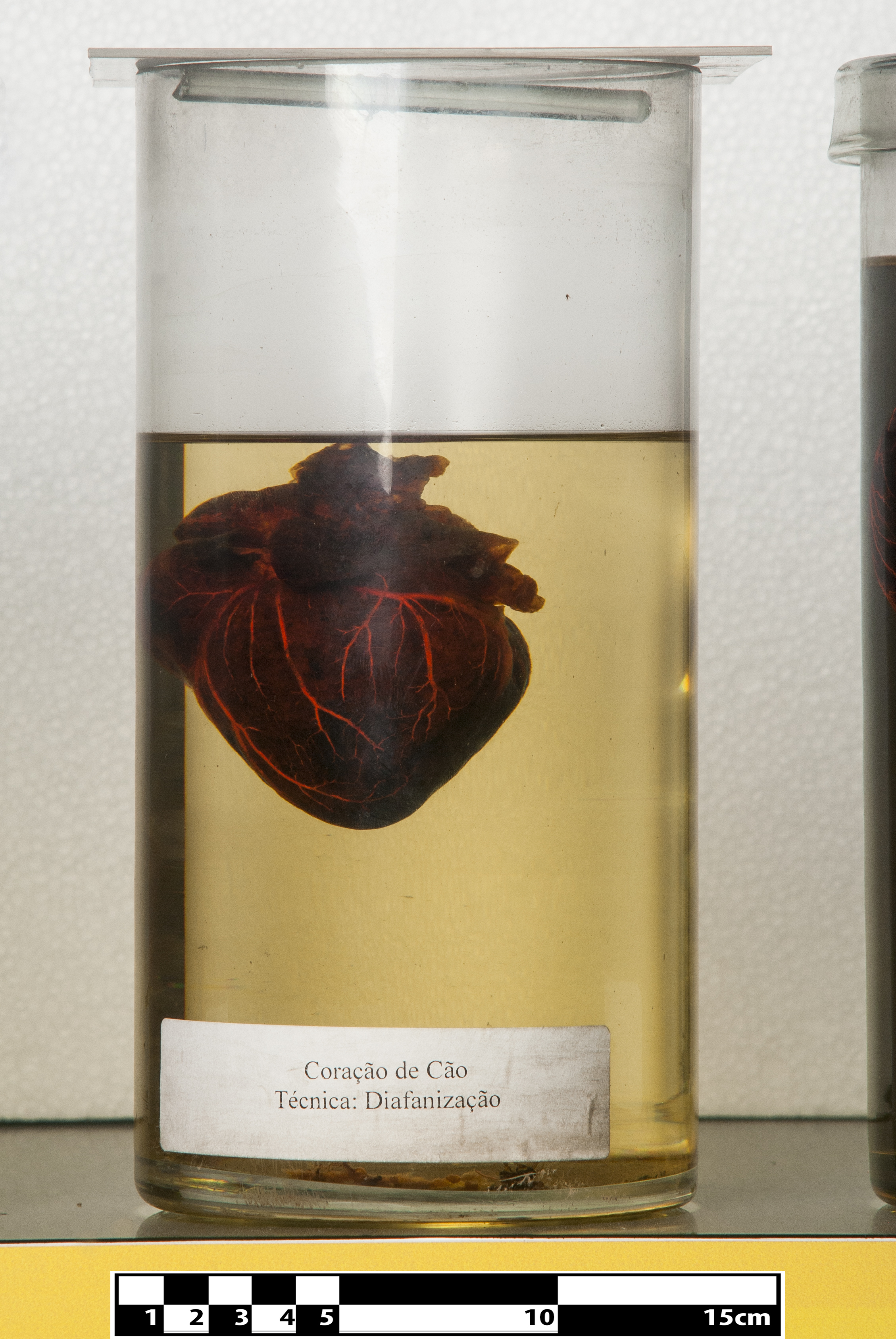
Coração de Cachorro. Em exposição no MAV/USP.